# ライト・アズ・ア・フェザー
『ライト・アズ・ア・フェザー』（Light as a Feather）は、チック・コリアが率いるフュージョン・バンド、リターン・トゥ・フォーエヴァーが1972年に発表したアルバム。

## 解説
本作よりポリドール・レコードとの契約を得て、チック・コリア自身のプロデュースにより制作された。後に多くのアーティストにカヴァーされる「スペイン」を収録。「500マイルズ・ハイ」と「キャプテン・マーヴェル」は、スタン・ゲッツが1972年3月に録音したアルバム『Captain Marvel』にも収録されており、同作にはリターン・トゥ・フォーエヴァーのメンバーのうちコリア、スタンリー・クラーク、アイアート・モレイラの3人が参加している。
音楽評論家のMichael G. Nastosはallmusic.comにおいて「歴史的に見て、本作はコリアのキャリアにおける最も重要な成果であり、それまでの彼の進歩的・即興的な作品とは異なり、彼が歴史上最もポピュラーなコンテンポラリー・ジャズ・キーボーディストとしてのキャリアを歩んでいくことの重要な原点となった」と評した。
1998年には、未発表テイクを収録したボーナス・ディスクの付いた2枚組再発CDがリリースされた。

## 収録曲
1. ユーア・エヴリシング - "You're Everything" (Chick Corea, Neville Potter) - 5:10
2. ライト・アズ・ア・フェザー - "Light as a Feather" (Stanley Clarke, Flora Purim) - 10:54
3. キャプテン・マーヴェル - "Captain Marvel" (C. Corea) - 4:52
4. 500マイルズ・ハイ - "500 Miles High" (C. Corea, N. Potter) - 9:05
5. チルドレンズ・ソング - "Children's Song" (C. Corea) - 2:48
6. スペイン - "Spain" (C. Corea, Joaquin Rodrigo) - 9:48

### 1998年再発盤ボーナス・ディスク
1. マトリックス - "Matrix" - 7:57
2. ライト・アズ・ア・フェザー（別テイク） - "Light as a Feather" (Alternative Take) - 10:42
3. 500マイルズ・ハイ（別テイク） - "500 Miles High" (Alternative Take) - 9:05
4. チルドレンズ・ソング（別テイク） - "Children's Song" (Alternative Take) - 2:43
5. スペイン（別テイク） - "Spain" (Composite Alternative Take) - 5:28
6. スペイン（別テイク） - "Spain" (Alternative Take) - 8:57
7. ホワット・ゲーム・シャル・ウィ・プレイ・トゥデイ - "What Games Shall We Play Today?" - 3:22
8. ホワット・ゲーム・シャル・ウィ・プレイ・トゥデイ（別テイク） - "What Games Shall We Play Today?" (Alternative Take 1) - 4:00
9. ホワット・ゲーム・シャル・ウィ・プレイ・トゥデイ（別テイク） - "What Games Shall We Play Today?" (Alternative Take 2) - 3:34
10. ホワット・ゲーム・シャル・ウィ・プレイ・トゥデイ（別テイク） - "What Games Shall We Play Today?" (Alternative Take 3) - 3:47

## 参加ミュージシャン
- チック・コリア - エレクトリックピアノ
- ジョー・ファレル - サックス、フルート
- スタンリー・クラーク - ウッド・ベース、エレクトリックベース
- フローラ・プリム - ボーカル、パーカッション
- アイアート・モレイラ - ドラムス、パーカッション